# 觀塘繞道

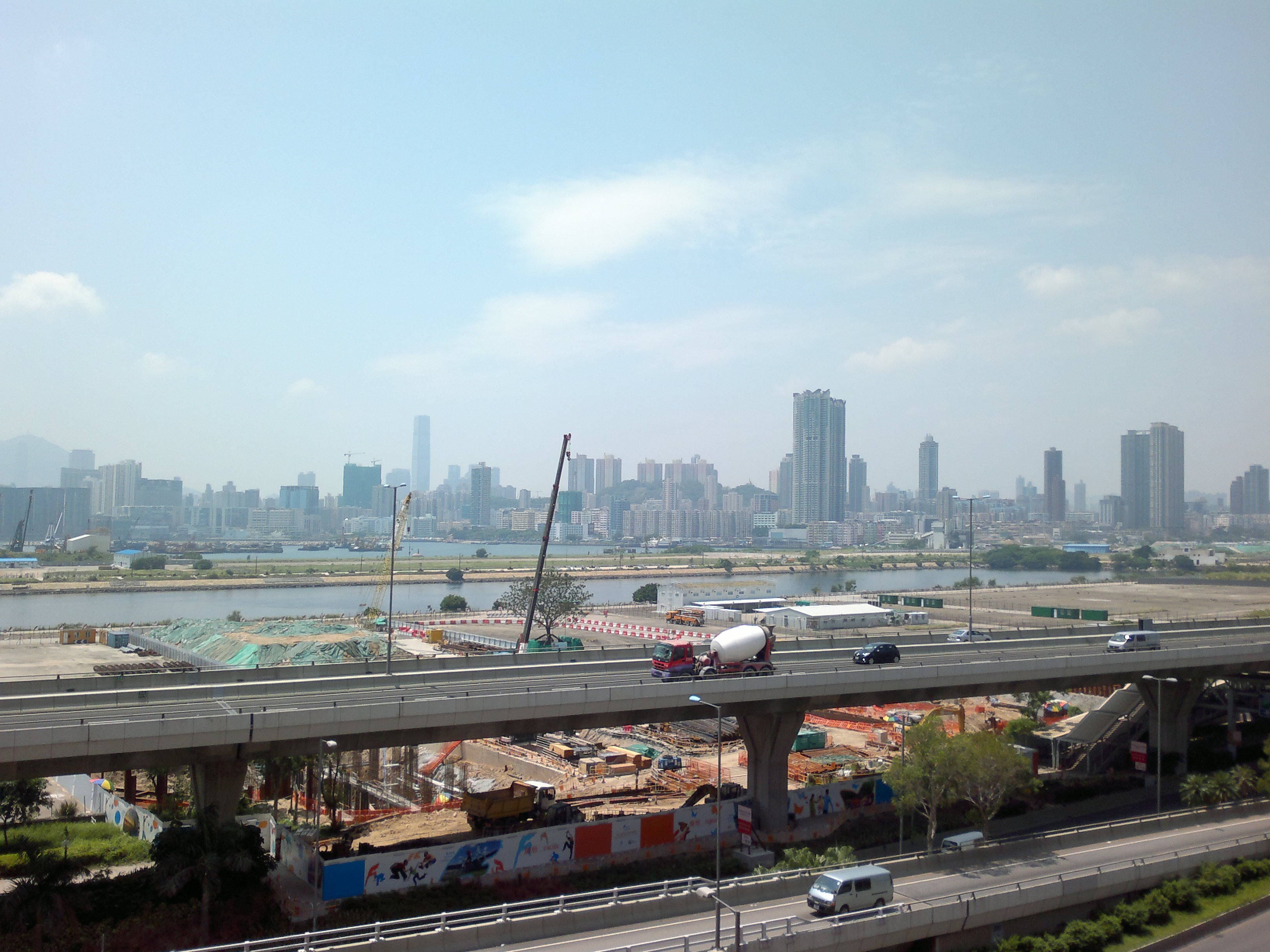
觀塘繞道於九龍灣一段

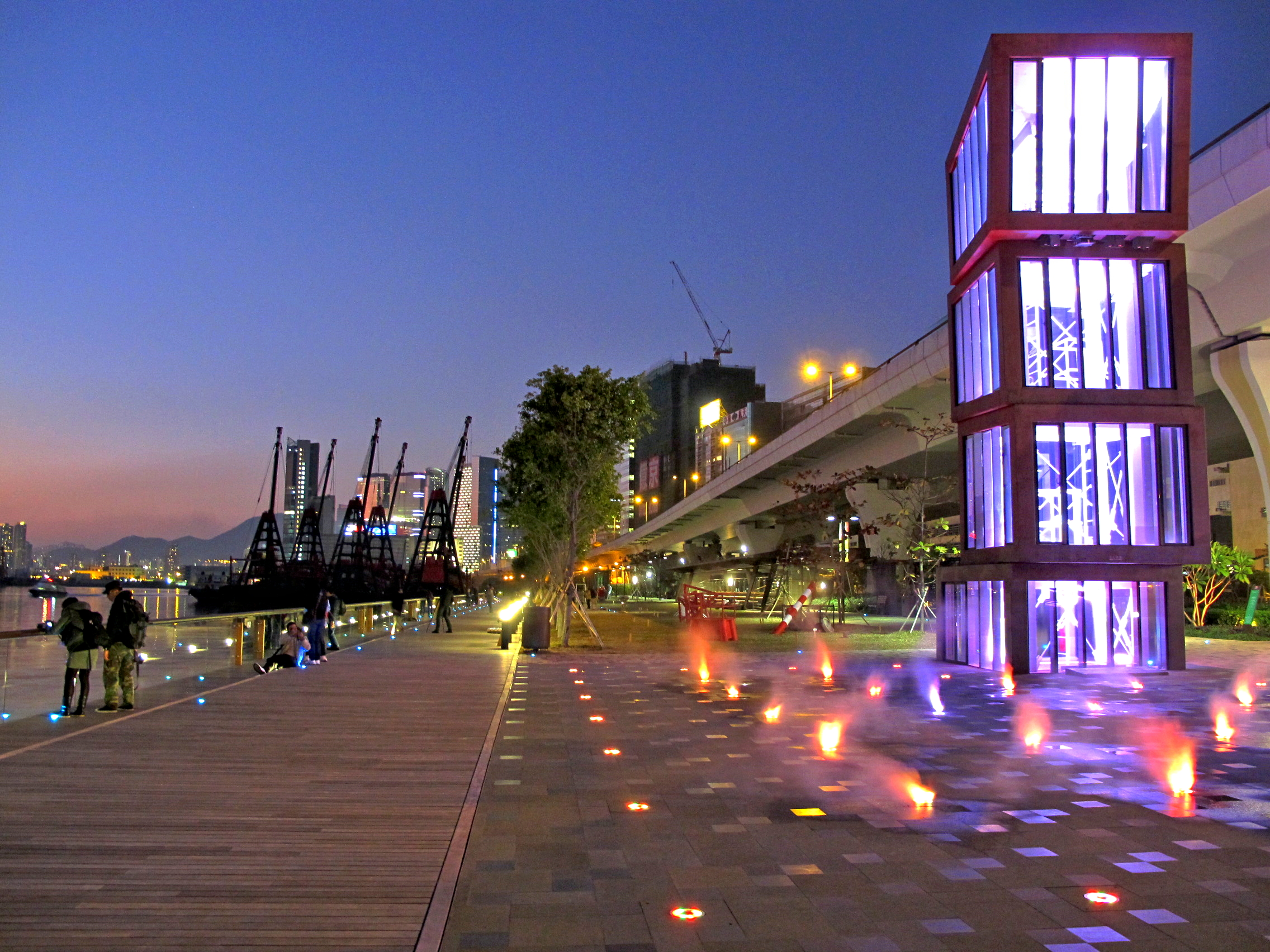
觀塘繞道近觀塘海濱花園

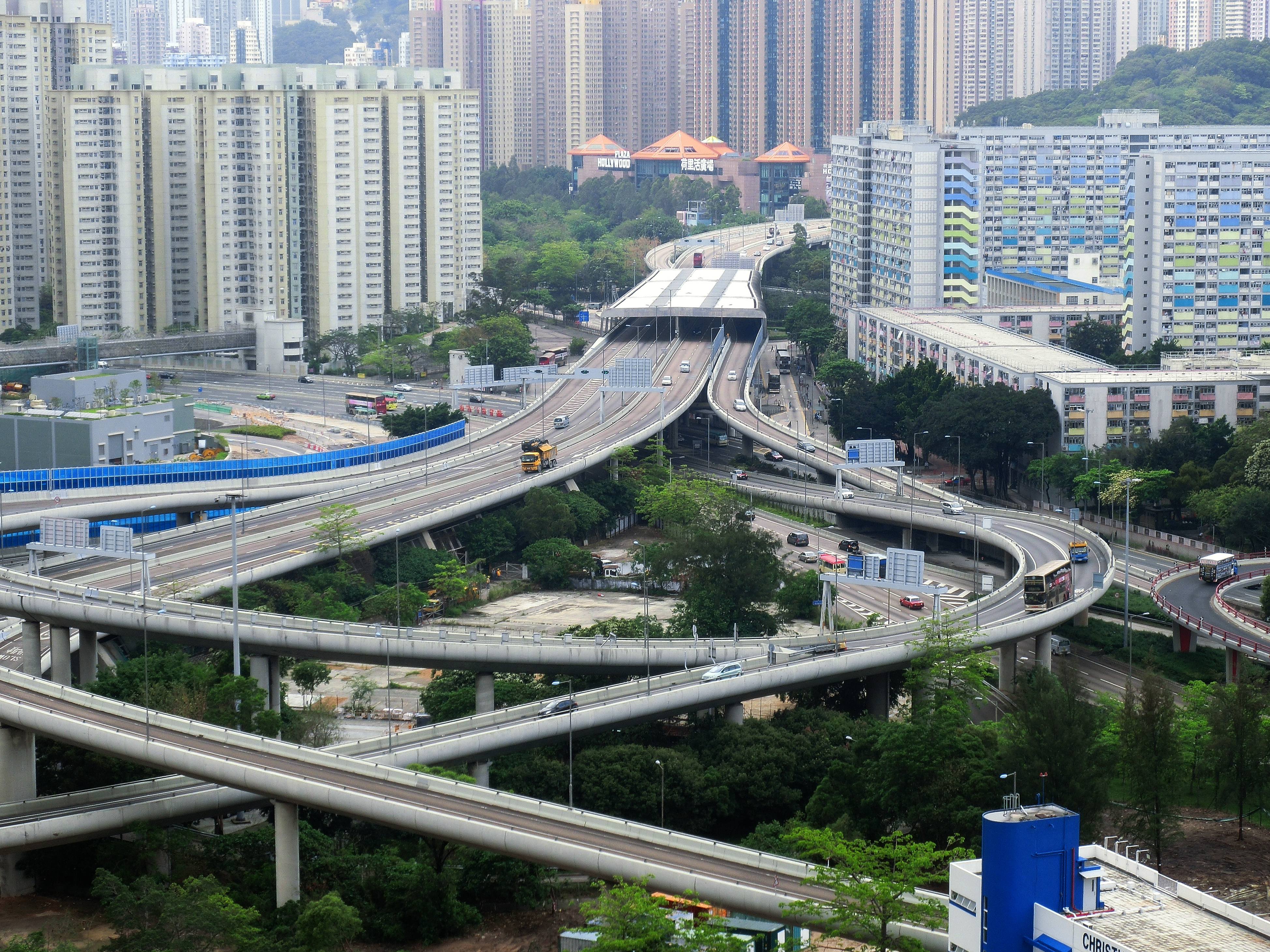
連接觀塘繞道的大老山隧道南面高架引道，此與大老山隧道管制區域（左下方引道除外）重疊，亦屬彩虹交匯處一部分

觀塘繞道（英語：Kwun Tong Bypass），前稱觀塘支路，是香港2號幹線的一部份，位於九龍東觀塘，連接藍田將軍澳道、鯉魚門道的觀塘交匯處（即東九龍政府合署）及九龍灣大老山隧道九龍出口的彩虹交匯處（即新秀大廈），除是九龍第一條快速公路外，目前亦為九龍東唯一法定的快速公路。
在每日上午10時至凌晨1時，紅色公共小巴可行走觀塘繞道的觀塘往九龍灣的一段。

## 設計
觀塘繞道全長6公里，其設計避開觀塘市中心地區，成為新界東（經大老山隧道）、新蒲崗、九龍灣、麗港城等地前往將軍澳和港島東的主要骨幹道路，是一條繞道。該公路車速限制有每小時70及80公里兩種，除觀塘碼頭至九龍灣EMax（九龍灣國際展貿中心）一段為80公里外，其他路段均為70公里。
由大老山隧道至九龍灣一段為雙線雙程分隔道路，九龍灣至藍田則為三線雙程分隔道路，而且全部路段是高架道路。
於藍田入口，即將軍澳道、鯉魚門道的觀塘交匯處有兩個入口，東面入口連接鯉魚門道，北面入口連接將軍澳道。該位置已有港鐵觀塘綫架空橋，相等於2樓高度（以旁邊的東九龍政府合署參考）。由於地面鯉魚門道和將軍澳道交界交通繁忙，其設計亦沒有預留車輛由將軍澳道南行右轉鯉魚門道西行往觀塘道，因此在第一期工程興建時要將連接鯉魚門道的路段靠近山坡興建，並平整部分山坡，以便興建橋墩以安全支撐該段天橋，及有足夠空間興建由將軍澳道南行右轉往鯉魚門道和茶果嶺道交界的天橋，由將軍澳道南行往觀塘繞道的天橋為整段公路的最高點，相等於8樓高度，該段天橋亦是香港最高的非跨海高架道路（以地面起興建計）。
觀塘繞道在連接大老山隧道九龍入口以南和九龍灣麗晶花園（彩虹交匯處）之間，穿越彩虹邨和采頤花園中間的一段約一公里天橋，為香港其中一段及第三條獲納入隧道管制區域的路政署天橋（第一條為黃泥涌峽天橋，連接香港仔隧道；第二條為東九龍走廊，連接啟德隧道）。另外與啟福道重疊一段以及介乎機電工程署總部大樓至麗晶花園一段為觀塘區（九龍灣）和九龍城區（啟德發展區）分界綫。

## 歷史
觀塘繞道共分三期興建；第一期工程由鯉魚門道和將軍澳道交界之觀塘交匯處沿偉發道延伸至偉業街的高架道路，由新香港隧道有限公司負責，委託日本熊谷組建造，造價港幣3億4500萬元，於1987年8月動工，與東隧同於1989年9月通車。

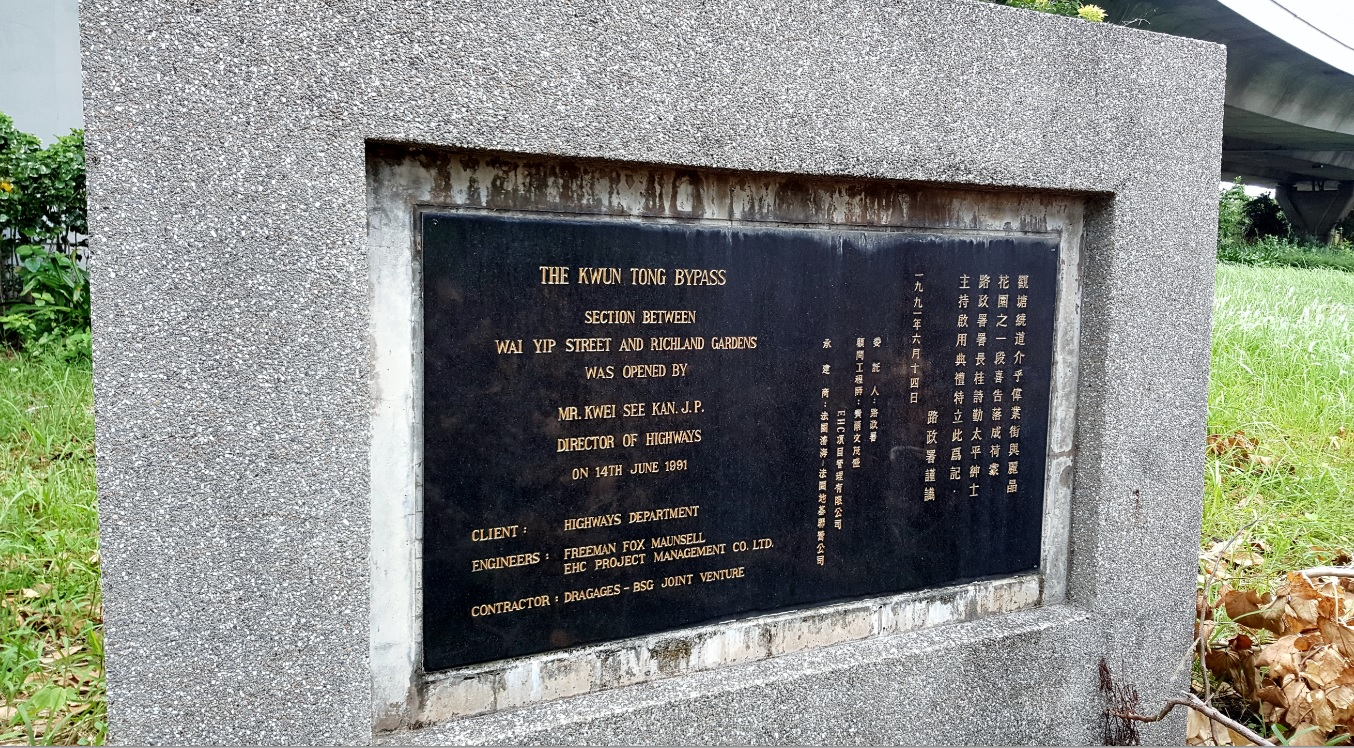
觀塘繞道第二期落成啟用紀念碑

第二期工程由政府興建，長約2.3公里，從偉業街沿海濱行走至啟福道的高架道路，連接機場隧道（現稱啟德隧道），由法國濬海及公共建築工程（Dragages et Travaux Publics，今寶嘉建築）與法國地基（Bachy Soletanche Group）合組之聯營公司承建，造價港幣7億8200萬，是當時路政署歷來批出的最大單一工程合約，設計容量為每小時3000架次，於1988年4月動工，1991年6月14日由路政署署長桂詩勤、觀塘區議會主席林珩輝及黃大仙區議會主席主持啟用儀式，同日下午4時通車。該段採用嶄新機械化建築技術，以1200塊預製混凝土組件組合，故比預期提早一個月竣工；通車後使機場隧道往返東隧行程縮短約15分鐘。
最後第三期工程名為「大老山隧道引道及太子道交匯處」，由啟福道沿宏展街及宏光道向北伸延至麗晶花園北面的彩虹交匯處，並在該處連接大老山隧道南面出口之高架引道，於1989年3月動工，1991年6月26日與大老山隧道同日通車。
為減低觀塘繞道的汽車噪音對麗港城、麗晶花園、彩虹邨和後期興建的采頤花園、啟晴邨及德朗邨居民的影響，進行第三期工程時在麗晶花園一段及大老山隧道高架引道在彩虹巴士總站上蓋（近彩虹邨碧海樓）的一段，把道路以藍色半透明隔音屏包裹，阻隔往來大老山隧道的汽車噪音，啟德機場未關閉前，由於觀塘繞道位處機場禁區的邊界，為防駕駛人士從橋上高空擲物或亂拋垃圾影響地面機場禁區正常運作，以及部分路段靠近建築物，讓人有可能直接亂拋垃圾或拋擲物品擊中途經車輛，亦在第三期工程中把近啟德機場空運二號貨站大樓（現機電工程署總部大樓）至現時德朗邨附近一段西行綫隔音屏和近中央郵件中心一段東行綫，另建金屬檔板。另外環保署於2009年初在近麗港城一段加建長約950米的隔音屏障，其後於2010年初完工，期間該路段車速限制為每小時50公里。
雖然觀塘繞道1991年就已經全線通車，但是一直到2020年11月才刊憲命名。

## 途經的公共交通服務
巴士
專線小巴

## 出口[12]
| 觀塘繞道                                          | 觀塘繞道 | 觀塘繞道                                                     |
| ------------------------------------------------- | -------- | ------------------------------------------------------------ |
| 北行                                              | 出口編號 | 南行                                                         |
| 連接大老山隧道                                    |          |                                                              |
| 觀塘繞道終點                                      |          | 觀塘繞道起點                                                 |
| 紅磡、土瓜灣、九龍灣、啓德郵輪碼頭、牛頭角 啓福道 | 2D       | 不適用                                                       |
| 不適用                                            | 2C       | 觀塘商貿區/觀塘工業區、麗港城、茶果嶺、晒草灣 偉業街、偉發道 |
| 不適用                                            | 2        | 將軍澳、秀茂坪、藍田北、西貢 將軍澳道                        |
| 觀塘繞道起點                                      |          | 觀塘繞道終點                                                 |
| 連接鯉魚門道                                      |          |                                                              |

## 事件
2009年7月13日凌晨，當晚警方於觀塘繞道截查非法賽車活動，設置路障並截停數輛途經車輛，當中包括的士、私家車及貨車，形成「人肉路障」。非法賽車份子發現路障，部份車手衝破路障，被徵用的汽車都被撞毀，事件中共有八輛汽車被毀，六人受傷。警方當場拘捕三名車手，另在觀塘偉業街及麗港城拘捕兩名車手，涉案車手被控「瘋狂駕駛」罪名。